# 하코네정

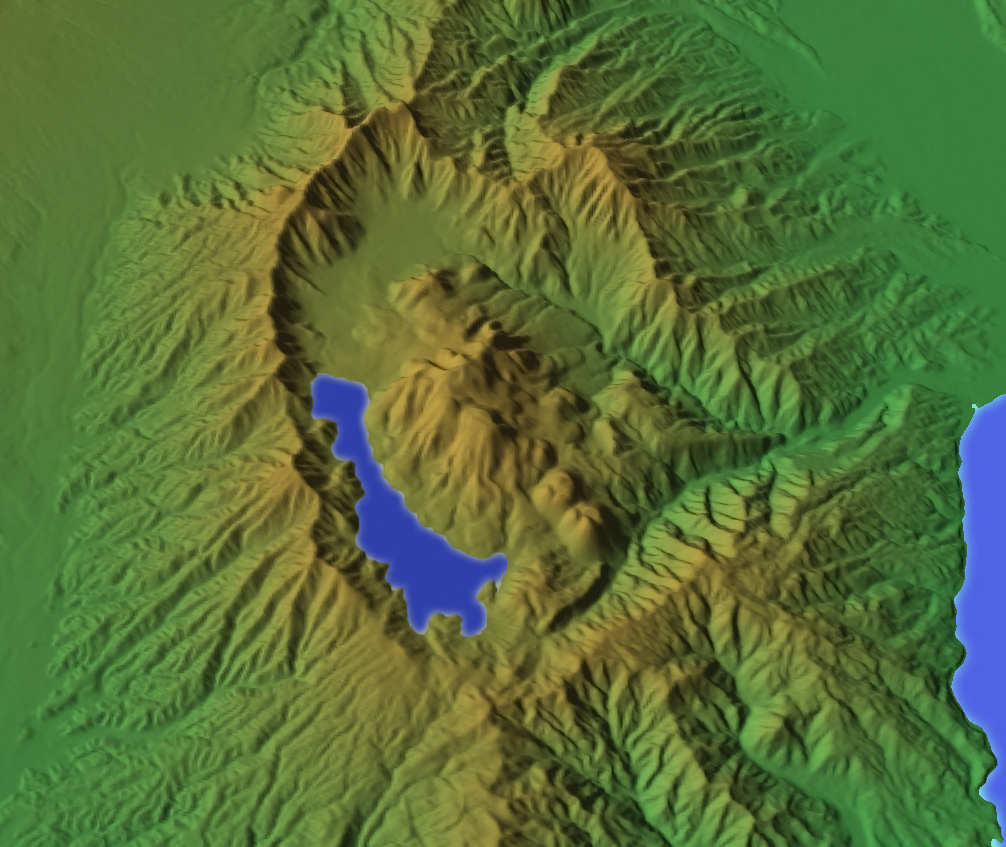
하코네정 위성 사진

하코네정(일본어: 箱根町 하코네마치[*])은 일본 가나가와현 서부 아시가라시모군의 마을이다.

## 지리
하코네산을 중심으로 하는 연산에 둘러싸여 있으며, 칼데라호인 아시노호가 있다. 하코네 고개 동쪽에 위치한다. 예로부터 온천 마을로 유명했고 또한 에도 시대의 하코네관 소재지로 유명하다.

## 역사
하코네는 헤이안 시대의 문헌에 등장하는 신사인 하코네 신사가 위치한 것으로 유명하다. 겐페이 전쟁 때 미나모토노 요리토모는 이시바시야마 전투에서 패한 후 이 신사에서 승리를 기원하였다. 센고쿠 시대에 아시가라시모군의 나머지는 오다와라의 고호조씨의 지배하에 있었다. 에도 시대가 시작된 후에 하코네주쿠는 에도와 교토를 연결하는 도카이도의 슈쿠바(역참)였다. 이곳은 또한 간토 지방의 경계를 이루는 하코네관이 있던 장소였다. 에도 막부 시기 도카이도를 따라 에도를 오고가는 여행객들은 모두 이곳에 멈춰서 관리들에게 그들의 허가증과 짐들을 조사받았다. 오직 조선 통신사만은 이 절차를 생략한 채 그대로 통과하였다.
메이지 유신이 시작된 후에 하코네는 단명한 아시가라현의 일부가 되었다가 1876년 8월에 가나가와현의 일부가 되었다. 하코네는 1889년에 정이 되었다. 1956년 9월에 이웃한 5개의 정과 촌을 병합하여 현재의 경계를 이루게 되었다.

## 교통

### 철도
- 하코네 등산 철도
  - 하코네 등산 케이블카
- 하코네 로프웨이
- 하코네 고마가타케 로프웨이

### 도로
- 하코네 신도
- 국도 1호선
- 국도 138호선

## 인구
| 연도 | 인구   | ±%     |
| ---- | ------ | ------ |
| 1920 | 8,379  | —      |
| 1930 | 9,012  | +7.6%  |
| 1940 | 10,673 | +18.4% |
| 1950 | 14,498 | +35.8% |
| 1960 | 20,972 | +44.7% |
| 1970 | 21,299 | +1.6%  |
| 1980 | 19,882 | −6.7%  |
| 1990 | 19,365 | −2.6%  |
| 2000 | 15,829 | −18.3% |
| 2010 | 13,850 | −12.5% |

## 관광
하코네의 경제는 관광업이 지배적이다. 하코네는 온천 휴양지로 유명하고 도쿄 대도시권 및 후지산과 가까워 국내외 관광객들을 많이 끌어들인다. 정의 대부분은 후지하코네이즈 국립공원의 화산 활동의 경계 이내로 아시호 주변이 그 중심이다. 한국과 타이완 관광객이 늘면서 번체자와 한글 표기가 눈에 띈다.
- 하코네산
- 하코네 고개
- 하코네 온천
- 조각의 숲 미술관
- 하코네 라리크 미술관

## 만화·애니메이션
- 신세기 에반게리온 (제3신동경시)
- 온천 유정 하코네짱
- 종말의 세라프 (16화 일부 출연)